# Ishania gertschi
Ishania gertschi är en spindelart som beskrevs av Rudy Jocqué och Léon Baert 2002. Ishania gertschi ingår i släktet Ishania och familjen Zodariidae. Inga underarter finns listade i Catalogue of Life.